# Дебеляк, Алеш
Дебеляк Алеш (словен. Aleš Debeljak, 25 декабря 1961, Любляна — 28 января 2016) — словенский поэт, переводчик, эссеист, социолог.

## Биография
В юности был чемпионом по дзюдо. Получив в 1985 году диплом по сравнительному литературоведению, затем учился и преподавал в США, перевёл книгу «Социальная конструкция реальности» П. Бергера и Т. Лукмана (1988), сборник стихов Дж. Эшбери (1995). Преподавал в Люблянском университете, возглавлял Центр исследований религии и культуры в Школе социальных наук.

## Признание
Стихи и эссе автора переведены на английский, немецкий, испанский, итальянский, польский, венгерский, чешский, словацкий, сербский, хорватский, японский и другие языки. Он — лауреат Словенской национальной книжной премии и Премии Виленицы (1990), премии Мириам Линдберг (Израиль, 1996) и др.

## Произведения

### Стихи
- Imena smrti/ Имена смерти (1985)
- Slovar tišine/ Словарь тишины (1987)
- Mesto in otrok/ Город и ребёнок (1996)
- Minute strahu/ В минуты страха (1990, лирическая проза)
- Nedokončane hvalnice/ Неоконченная хвала (2000)
- Pod gladino/ Ниже ватерлинии (2004)
- Tihotapci/ Контрабандисты (2009)

### Очерки, эссе, исследования
- Melanholične figure/ Фигуры меланхолии (1988)
- Postmoderna sfinga/ Сфинкс постмодерна (1989)
- Temno nebo Amerike/ Темное небо Америки (1991)
- Zaton idolov/ Сумерки идолов (1994)
- Oblike religiozne imaginacije/Формы религиозного воображения (1995)
- Individualizem in literarne metafore naroda/ Индивидуализм и литературная метафора народа (1998)
- Na ruševinah modernosti: Institucija umetnosti in njene zgodovinske oblike/ На развалинах современности: институт искусства и его исторические формы (1999)
- Lanski sneg/ Прошлогодний снег (2002)
- Evropa brez Evropejcev/ Европа без европейцев (2004)
- Na dnu predala: Drobni spisi (2005)
- Balkanska brv: eseji o književnosti «jugoslovanske Atlantide» (2010)

### На русском языке
- Неуловимые общие мечты: Опасности и ожидания европейской идентичности// Неприкосновенный запас, 2004, № 2 (34).
- Мой балканский учитель